# تیمو سیمونلاتسر
تیمو سیمونلاتسر (استونیایی: Timo Simonlatser؛ زادهٔ ۱۷ مهٔ ۱۹۸۶) اسکی‌باز صحرانوردی اهل استونی است. وی در بازی‌های المپیک زمستانی ۲۰۱۰ شرکت کرده‌است.